# Résolution 982 du Conseil de sécurité des Nations unies
Membres permanents
- Chine
- États-Unis
- France
- Royaume-Uni
- Russie

Membres non permanents
- Allemagne
- Argentine
- Botswana
- Honduras
- Indonésie
- Italie
- Nigéria
- Oman
- République tchèque
- Rwanda

Résolution no 1994 Résolution no 1996
La résolution 982 du Conseil de sécurité des Nations unies, adoptée à l'unanimité le 31 mars 1995, après avoir réaffirmé toutes les résolutions sur la situation dans l'ex-Yougoslavie, en particulier la résolution 947 (1994) concernant la Force de protection des Nations unies (FORPRONU), a prolongé le mandat de la FORPRONU pour période supplémentaire se terminant le 30 novembre 1995 et a discuté des opérations en Croatie. 
Le gouvernement de Bosnie-Herzégovine a accepté le plan de paix du groupe de contact et les parties du pays respectaient un accord de cessez-le-feu. Le Conseil de sécurité a été encouragé par les efforts de la FORPRONU pour aider à la mise en œuvre des accords de Washington. L'importance de la ville de Sarajevo en tant que capitale de la Bosnie-Herzégovine et centre multiculturel, multiethnique et religieux a été réitérée, tout comme l'accord sur la démilitarisation de la ville, qui aura un effet positif. Les droits de l'homme doivent être respectés afin d'instaurer la confiance mutuelle et la paix.
Le mandat de la FORPRONU a été prolongé jusqu'au 30 novembre 1995 et le secrétaire général Boutros Boutros-Ghali a été autorisé à redéployer tout le personnel et les moyens de la FORPRONU de Croatie vers la Bosnie-Herzégovine, à l'exception de ceux nécessaires à l'opération de rétablissement de la confiance des Nations unies en Croatie (ONURC). La FORPRONU continuera de veiller à l'application des accords pertinents, de faciliter l'acheminement de l'aide humanitaire à la Bosnie-Herzégovine via la Croatie et de maintenir sa structure d'appui dans ce pays. Parallèlement, les parties des deux pays ont été invitées à respecter le cessez-le-feu et à négocier un règlement pacifique.
Enfin, la résolution se concluait en demandant au secrétaire général de tenir le Conseil informé des développements dans la région.

## Voir également
- Guerre de Bosnie-Herzégovine
- Dislocation de la Yougoslavie
- Guerre de Croatie
- Guerres de Yougoslavie